# Alojz Tkáč

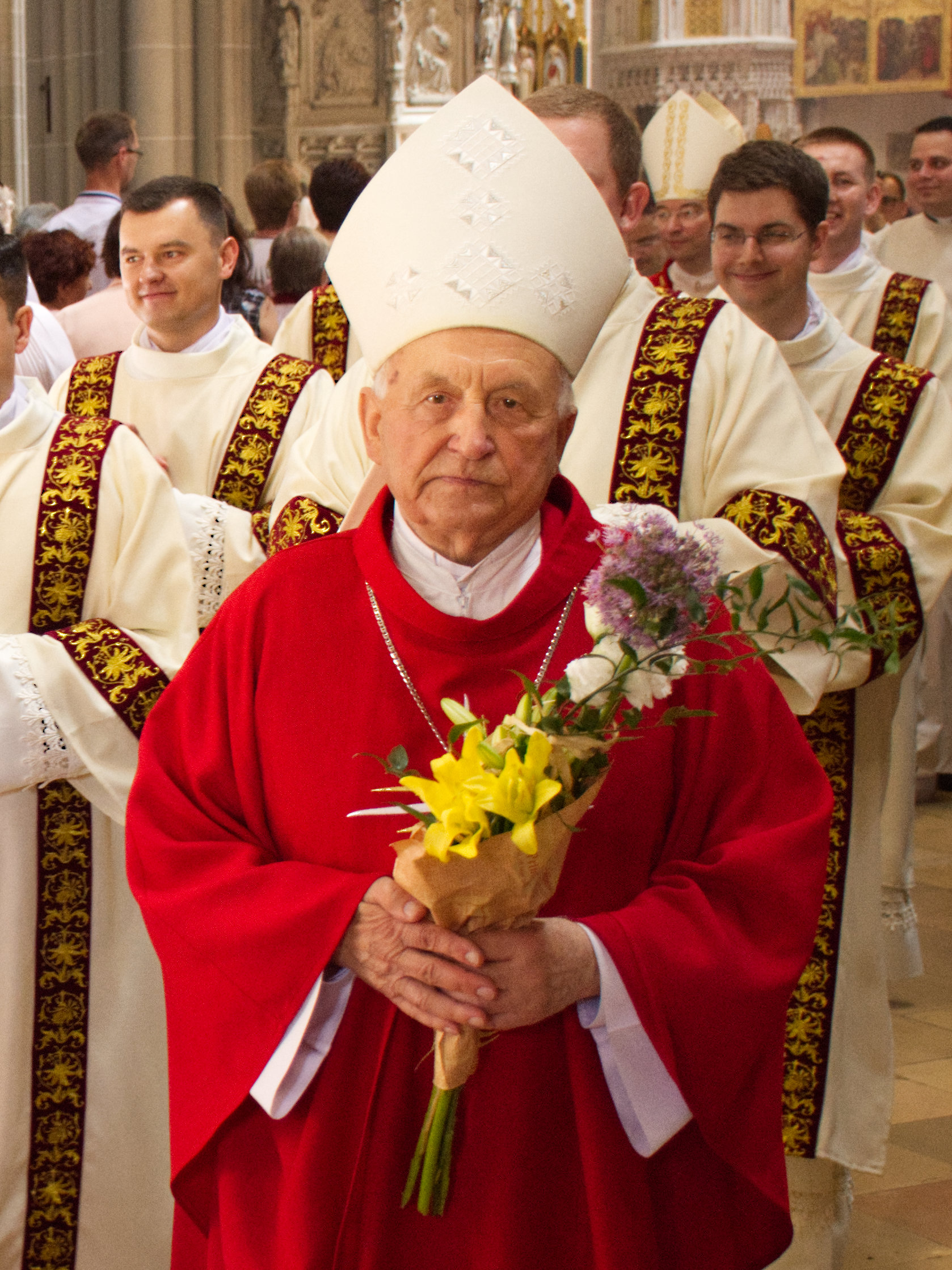
Giám mục Alojz Tkáč tại nhà thờ Thánh Elisabeth, Košice, Slovakia vào năm 2019

Alojz Tkáč (sinh ngày 2 tháng 3 năm 1934 tại Ohradzany, Slovakia)  là một giám mục người Slovakia của Giáo hội Công giáo.  Ông là tổng giám mục đầu tiên của Tòa giám mục Košice (từ năm 1995 đến 2010), ngày nay là tổng giám mục danh dự. Ông đã hiến máu đến 75 lần trong cuộc đời mình.

## Cuộc đời
Alojz Tkáč sinh ngày 2 tháng 3 năm 1934 tại Ohradzany. Cha của ông là thị trưởng. Khi còn nhỏ, anh đã muốn trở thành một linh mục. Ông kiên quyết đi theo hướng này trước khi trưởng thành.  Năm 1953, ông tốt nghiệp Trường Ngữ pháp ở Humenné và ngay lập tức xin vào trường dòng Công giáo La Mã Cyril và học ở Khoa Thần học Methodius, Đại học Comenius ở Bratislava. Ông được chấp nhận lần thứ tư vào năm 1956. Ông đã nhận được sự chấp thuận của nhà nước cho việc truyền chức linh mục vào năm 1961. Sau sáu tháng phục vụ linh mục, ông phải hoàn thành nghĩa vụ quân sự cơ bản. Sau khi kết thúc nghĩa vụ, ông được bổ nhiệm vào vị trí nhân viên lưu trữ của Văn phòng Giám mục ở Košice. Ông đã giữ chức vụ này trong khoảng 3 năm.
Tại một cuộc họp của hiệp hội Pacem in Terris vào ngày 23 tháng 10 năm 1974, Ông đã gây chú ý đến những thiếu sót liên quan đến nhà thờ (ví dụ như trong việc giảng dạy tôn giáo, xây dựng nhà thờ...).  Bài phát biểu này không biết bằng cách nào mà đã lan ra nước ngoài và đã được đăng bởi các đài như: Đài phát thanh Vatican, Đài tiếng nói Hoa Kỳ, v.v. Vì điều này, Tkáča đã bị thẩm vấn trong 4 giờ đồng hồ và bị đe dọa. Sau đó ông bị cấm làm việc mục vụ. Lệnh cấm này có hiệu lực kể từ ngày 29 tháng 11 năm 1975. Sau bảy năm, ông trở lại chăm sóc mục vụ với tư cách là người quản lý giáo xứ. Ông được Giáo hoàng Gioan Phaolô II bổ nhiệm vào ngày 14 tháng 2 năm 1990 và được Hồng y Jozef Tomek tấn phong giám mục vào ngày 17 tháng 3 năm 1990. Nhân chuyến viếng thăm của Đức Thánh Cha Gioan Phaolô II tại Slovakia vào năm 1995, Giáo hoàng thăng cấp giáo phận lên tổng giám mục và Tkáč lên tổng giám mục.